# 定域性原理
在物理學中，定域性原理，又稱局域性原理、區域性原則（英語：Principle of locality），是認為一個特定物體，只能被它週圍的力量影響。
包涵了定域性原理的物理學理論，被稱為是一個定域理論。根據經典物理學的場論的看法，某一點的行動影響到另一點，需經由彼此之間的空間。
根據狹義相對論，宇宙中所有物質和資訊的運動與傳播速度均無法超過光速。由於事件的傳播需要時間，而其速度上限為光速，因此定域性原理認為，在某一點發生的事件，不可能立即影響到另一點。換句話說，資訊不可能比光速更快。這個觀點保持了事件之間的因果性，但排除了超距作用的可能。在量子力學的觀點上，這個原理可能會被打破。

## 引用
1. ↑  .   [2016-02-15]. （原始内容存档于2015-10-23）.